# Andropogon lindmanii
Andropogon lindmanii là một loài thực vật có hoa trong họ Hòa thảo. Loài này được Hack. ex Lindm. mô tả khoa học đầu tiên năm 1900.